# جایزه بزرگ شلده
مسابقهٔ جایزه بزرگ شلده (هلندی: Scheldeprijs) یک مسابقهٔ یک‌روزهٔ دوچرخه‌سواری جاده است که به صورت سالیانه در بلژیک برگزار می‌شود. این مسابقه در آنتورپ آغاز و به شوتان ختم می‌شود و بخشی از تور اروپایی است. مسیر بیش از ۲۰۰ کیلومتری مسابقه، مسطح است و برای رکابزنان سرعتی مناسب است.
نخستین دورهٔ مسابقهٔ شلده در سال ۱۹۰۷ برگزار شد و کهن‌ترین مسابقهٔ دوچرخه‌سواری جاری در فلاندر است که قدمت آن شش سال بیشتر از تور فلاندر است. مسابقه تنها در دوران جنگ‌های جهانی برگزار نشد و صدمین دورهٔ خود را در سال ۲۰۱۲ جشن گرفت. مارسل کیتل آلمانی بیشترین تعداد پیروزی این مسابقه را در اختیار دارد.

## تاریخچه
فدراسیون دوچرخه‌سواری بلژیک شاخهٔ آنتورپ نخستین دورهٔ جایزه بزرگ شلده را در ۸ ژوئیه ۱۹۰۷ برگزار کرد. در نخستین سال‌های برگزاری آغاز و پایان مسابقه در آنتورپ بود. پس از آن افتتاحیه به مرکسم و سپس به دورنه منتقل شد. در سال ۱۹۹۶ دوباره افتتاحیه به مرکز آنتورپ بازگشت. موریس لتورژی فرانسوی برندهٔ نخستین دورهٔ مسابقه شد. ۴۶ سال طول کشید تا یک غیر بلژیکی دیگر برنده شود.
تا سال ۲۰۰۹ مسابقه در نیمهٔ آوریل در روز چهارشنبه پس از پاریس–روبه برگزار می‌شد. در سال ۲۰۱۰ زمان برگزاری مسابقه با مسابقهٔ خنت–ویووخم جابجا شد و اکنون در چهارشنبهٔ میان تور فلاندر و پاریس–روبه انجام می‌شود. این مسابقه پیشتر با نام جایزه بزرگ شلده شوتن و جایزه بزرگ شلده فلاندر شناخته می‌شد؛ ولی از سال ۲۰۱۰ جایزه بزرگ شلده نامیده می‌شود.

## مسیر

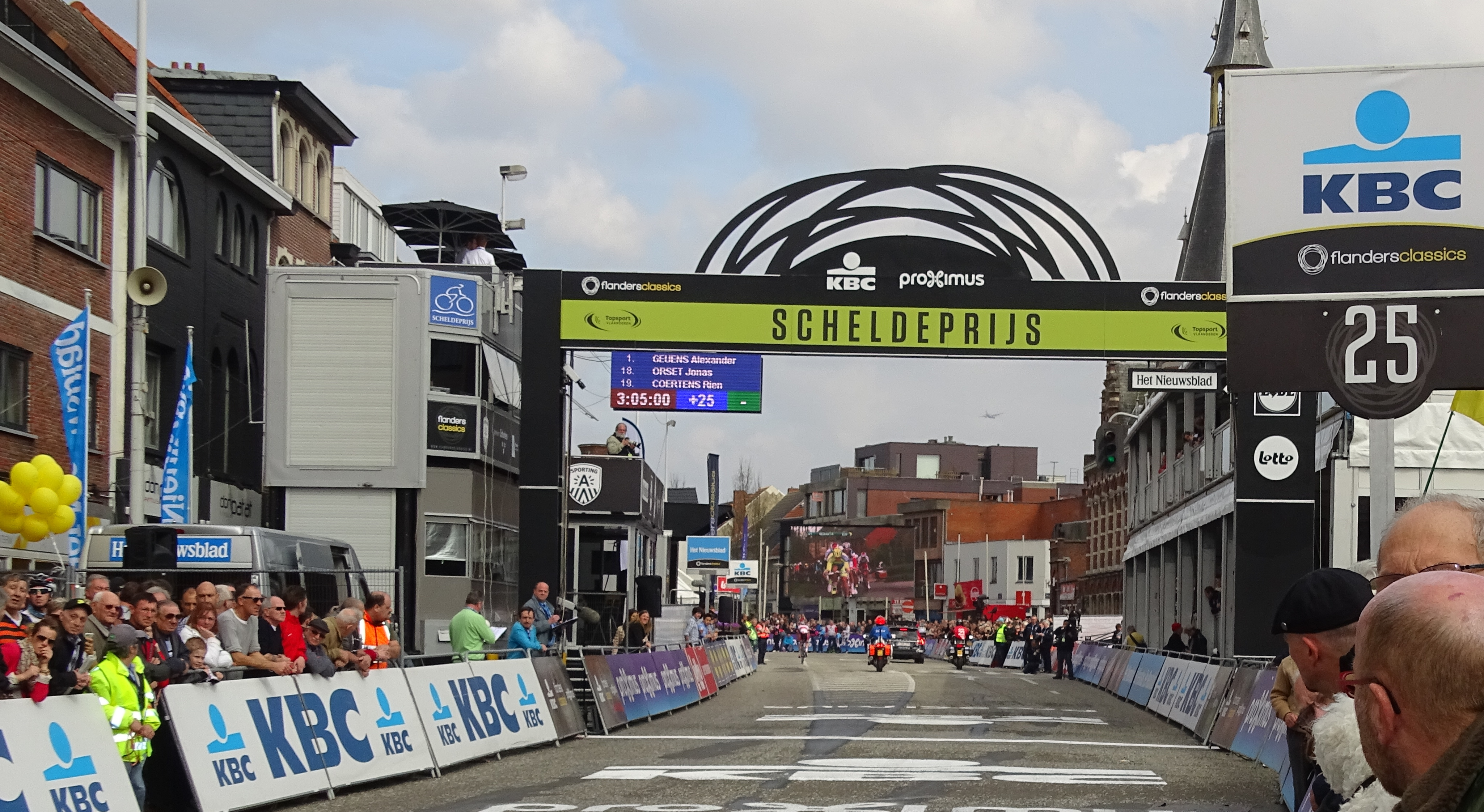
تصویری از مسیر مسابقه احتملا ً پایان

مسیر مسابقه شامل یک دور ۱۵۵ کیلومتری در محدودهٔ استان آنتورپ و پس از آن ۳ دور کوتاه‌تر به طول ۱۵ کیلومتر در شوتان و پیرامون آن انجام می‌شود. مسیر شامل هفت بخش سنگفرش به طول‌های ۱۳۰۰ تا ۳۰۰۰ متر است. آغاز غیررقابتی مسابقه در کرانهٔ رود شلده در مرکز آنتورپ انجام می‌شود. مسابقهٔ رسمی پس از طی چند کیلومتر در شوتان آغاز می‌شود.